# Villaluenga de la Vega
Villaluenga de la Vega település Spanyolországban, Palencia tartományban. Villaluenga de la Vega Poza de la Vega, Saldaña, Pedrosa de la Vega és Santervás de la Vega községekkel határos. Lakosainak száma 519 fő (2024).

## Népesség
A település népessége az elmúlt években az alábbi módon változott:
| Lakosok száma | 674  | 667  | 631  | 607  | 595  | 578  | 575  | 595  | 553  | 519  |
|               | 2001 | 2004 | 2007 | 2009 | 2012 | 2014 | 2017 | 2019 | 2022 | 2024 |